# Список глав государств в 991 году
Список глав государств в 990 году — 991 год — Список глав государств в 992 году — Список глав государств по годам

## Азия
- Аббасидский халифат — 
  - Абу Бакр ат-Таи, халиф (974 — 991)
  - Аль-Кадир Биллах, халиф (991 — 1031)
  -  Хамданиды — 
    - Саад ад-Даула, эмир (Алеппо) (967 — 991)
    - Саид ад-Даула, эмир (Алеппо) (991 — 1002)
    - Абу-л-Тахир Ибрахим ибн аль-Хасан, эмир (Аль-Джазира) (989 — 997)
    - Абу Абдаллах аль-Хусейн ибн аль-Хасан, эмир (Аль-Джазира) (989 — 997)
- Абхазское царство — Баграт III, царь (978 — 1008)
- Армения —
  - Анийское царство — Гагик I, царь (989 — 1020)
  - Васпураканское царство — Гурген-Хачик, царь (983 — 1003)
  - Карсское царство — Аббас, царь (984 — 1029)
  - Сюникское царство — Смбат I Саакян, царь (987 — 998)
  - Ташир-Дзорагетское царство — Давид I Безземельный, царь (989 — 1048)
- Вайтхали[англ.] — Пе Пью, царь[англ.] (964 — 994)
- Газневидское государство — Себук-Тегин, эмир (977 — 997)
- Грузия —
  - Кахетия — Давид, князь[англ.] (976 — 1010)
  - Тао-Кларджети — Баграт II Регвени, царь (958 — 994)
    - Давид III, куропалат (Тао) (966 — ок. 1000)
    - Давид II, эристави (Кларджети) (988 — 993)

  - Тбилисский эмират — Али бен Джаффар, эмир (981 — 1032)
- Дайковьет — Ле Дай Хань, император (980 — 1005)
- Дали — Дуань Суин, король (985 — 1009)
- Индия —
  - Венги (Восточные Чалукья) — Джата Чода Бхима, махараджа (973 — 999)
  - Гурджара-Пратихара — Раджапала, махараджа (960 — 1018)
  - Западные Ганги — Рашамалла V, махараджа (986 — 999)
  - Западные Чалукья[англ.] — Тайлапа II, махараджа (973 — 997)
  - Камарупа — Го Пала, махараджадхираджа[англ.] (990 — 1015)
  - Качари[англ.] — Прасанто, царь[англ.] (925 — 1010)
  - Кашмир — Дидда, царица[нем.] (980 — 1003)
  - Пала — Махипала, царь (988 — 1038)
  - Парамара[англ.] — Вакпатираджа II, махараджа[англ.] (974 — 995)
  - Харикела (династия Чандра) — Кальяначандра, махараджадхираджа[англ.] (ок. 975 — ок. 1000)
  - Чола — Раджараджа Чола I Великий, махараджа (985 — 1014)
  - Ядавы (Сеунадеша) — Бхиллама II, махараджа (985 — 1005)
- Индонезия —
  - Матарам (Меданг) — Дармавангса, шри-махараджа (990 — 1006)
  - Сунда — Прабу Браявисеса, король (989 — 1012)
  - Шривиджая — Шри Кудамани, шри-махараджа (ок. 988 — ок. 1008)
- Иран —
  -  Буиды — Фахр ад-Даула, шаханшах (983 — 997)
    - Джибал — Фахр ад-Даула, эмир (983 — 997)
    - Керман — Самсам ад-Даула, эмир (983 — 999)
    - Фарс — Самсам ад-Даула, эмир (990 — 998)

  -  Раввадиды — Мамлан I, эмир (988 — 1019)
  -  Саманиды — Нух II, эмир (976 — 997)
  -  Саффариды — Абу Ахмад Халаф ибн-Ахмад, эмир (963 — 1003)
  -  Табаристан (Баванди) — Шахрияр III, испахбад (985 — 1005)
- Йемен —
  -  Зийядиды — Абдалла ибн Исхак, эмир (981 — ок. 1012)
  - Яфуриды — Абдаллах ибн Кахтан ибн Мухаммад II, имам (963 — 997)
- Караханидское государство — 
  - Али Арслан-хан, хан (970 — 998)
  - Харун Бугра-хан, хан (970 — 992)
- Китай (Империя Сун) — Тай-цзун (Чжао Куанъи), император (976 — 997)
- Кхмерская империя (Камбуджадеша) — Джаяварман V, император (968 — 1001)
- Корея (Корё)  — Сонджон, ван (981 — 997)
- Ляо — Шэн-цзун, император (982 — 1031)
- Паган — Наун-у Сорэхан, король[англ.] (956 — 1001)
- Раджарата (Анурадхапура) — 
  - Махинда IV, король (975 — 991)
  - Сена V, король (991 — 1001)
- Тямпа — Хариварман II, князь (ок.989 — ок. 998)
- Шеддадиды (Гянджинский эмират) — Фадл I ибн Мухаммад, эмир (985 — 1031)
- Ширван — 
  - Мухаммед IV ибн Ахмад, ширваншах (981 — 991)
  - Язид ибн Ахмад, ширваншах (991 — 1027)
- Япония — Итидзё, император (986 — 1011)

## Африка
- Гао — Бай Кай Кими, дья (ок. 990 — ок. 1020)
- Зириды — Аль-Мансур ибн Юсуф, эмир (984 — 995)
- Канем — Хайома, маи (961 — 1019)
- Килва — Али ибн аль-Хассан Ширази, султан (ок. 957 — ок. 996)
- Макурия — Симеон, царь (ок. 980 — ок. 999)
- Фатимидский халифат — аль-Азиз Биллах, халиф (975 — 996)
- Эфиопия — Иан Сеюм, император (959 — 999)

## Европа
- Англия — Этельред II Неразумный, король (978 — 1013, 1014 — 1016)
- Болгарское царство — Роман II, царь (977 — 997)
- Бургундское королевство (Арелат) — Конрад I Тихий, король (937 — 993)
  - Прованс — 
    - Ротбальд II, граф (ок. 966 — 993)
    - Гильом I, граф (ок. 966 — 993)
- Венгрия — Геза, князь (надьфейеделем) (972 — 997)
- Венецианская республика — 
  - Трибуно Меммо, дож (979 — 991)
  - Пьетро II Орсеоло, дож (991 — 1009)
- Византийская империя — Василий II Болгаробойца, император (963, 976 — 1025)
- Волжская Булгария — Абд ар-Рахман ибн Мумин, хан[англ.] (ок. 980 — ок. 1006)
- Гасконь — Гильом II Санше, герцог (961 — 996)
  - Арманьяк — Бернар I Ле Луш, граф (ок. 960 — ок. 995)
  - Фезансак — Бернар I Одон, граф (ок. 985 — ок. 1020)
- Дания — Свен I Вилобородый, король (986/987 — 1014)
- Дербентский эмират — Маймун I ибн Ахмад, эмир (976 — 997)
- Дукля — Иван Владимир, жупан (990 — 1016)
- Ирландия — Маэлсехнайлл мак Домнайлл, верховный король (980 — 1002, 1014 — 1022)
  - Айлех — Аэд Мак Домнайлл Уа Нейлл, король (989 — 1004)
  - Дублин — Ивар из Уотерфорда, король (989 — 993, 994 — 995)
  - Коннахт — Катал V мак Конхобар, король (973 — 1010)
  - Лейнстер — Доннхад I, король (984 — 1003)
  - Миде — Маэлсехнайлл мак Домнайлл, король (976 — 1022)
  - Мунстер — Бриан Бору, король (978 — 1014)
  - Ольстер — Эохайд мак Ардгайл, король (972 — 1004)
- Испания —
  - Ампурьяс — 
    - Госфред I, граф (931 — 991)
    - Уго I, граф (991 — 1040)

  - Барселона — Боррель II, граф (947 — 992)
  - Бесалу — Бернардо I Таллаферо, граф (988 — 1020)
  - Вигера — Санчо Рамирес, король (981 — 1002)
  - Кастилия — Гарсия Фернандес, граф (970 — 995)
  - Конфлан и Серданья — Вифред II, граф (988 — 1035)
  - Кордовский халифат — Хишам II, халиф (976 — 1009, 1010 — 1013)
  - Леон — Бермудо II Подагрик, король (984 — 999)
  - Наварра — Санчо II Абарка, король (970 — 994)
  - Пальярс —
    - Рамон II, граф (948 — ок. 995)
    - Боррель I, граф (948 — ок. 994)
    - Суньер I, граф (948 — ок. 1010)

  - Рибагорса — Исарн I, граф (ок. 990 — 1003)
- Италия —
  - Амальфи — Мансо I, герцог[англ.] (966 — 1004)
  - Беневенто — Пандульф II Старый, князь (981 — 1014)
  - Гаэта — Иоанн III, герцог[англ.] (984 — 1008)
  - Капуя — Ланденульф II, князь (982 — 993)
  - Неаполь — Марин II, герцог (968 — 992)
  - Салерно — Иоанн II, князь (983 — 994)
- Киевская Русь (Древнерусское государство) —  Владимир Святославич, великий князь Киевский (978 — 1015)
  -  Волынское княжество — Всеволод Владимирович, князь (988 — ок. 1010)
  -  Древлянское княжество — Святослав Владимирович, князь (990 — 1015)
  -  Новгородское княжество — Вышеслав Владимирович, князь (988 — ок. 1010)
  -  Полоцкое княжество — Изяслав Владимирович, князь (988 — 1001)
  -  Ростовское княжество — Ярослав Владимирович Мудрый, князь (988 — 1010)
  -  Смоленское княжество — Станислав Владимирович, князь (988 — ок. 1015)
  -  Туровское княжество — Святополк Владимирович Окаянный, князь (988 — 1015)
- Норвегия — 
  - Свен I Вилобородый, король (986 — 995, 1000 — 1014)
  - Хакон Могучий, ярл (970 — 995)
- Папская область — Иоанн XV, папа римский (985 — 996)
- Польша — Мешко I, князь (960 — 992)
- Португалия — Гонсало I Менендес, граф (ок. 950 — 997)
- Священная Римская империя — 
  - Оттон III, король Германии и Италии (983 — 996)
  - Феофано, регент (983 — 991)
  - Адельгейда, регент (991 — 995)
  - Австрийская (Восточная) марка — Леопольд I, маркграф (976 — 994)
  - Бавария — Генрих II Строптивый, герцог (955 — 976, 985 — 995)
  - Верхняя Лотарингия — Тьерри I, герцог (978 — 1026)
  - Голландия — Арнульф, граф (988 — 993)
  - Иврейская марка — Ардуин, маркграф (990 — 1014)
  - Каринтия — Генрих II Баварский, герцог (989 — 995)
  - Люксембург — Зигфрид, граф (963 — 998)
  - Лужицкая (Саксонская Восточная) марка — Одо I, маркграф (965 — 993)
  - Мейсенская марка — Эккехард I, маркграф (985 — 1002)
  - Намюр — Альберт I, граф (ок. 974 — ок. 1011)
  - Нижняя Лотарингия — 
    - Карл I, герцог (977 — 991)
    - Оттон II, герцог (991 — ок. 1012)

  - Монферрат — 
    - Оттоне I, маркграф (969 — 991)
    - Гульельмо III, маркграф (991 — 1042)

  - Рейнский Пфальц — Герман I, пфальцграф (985 — 994)
  - Саксония — Бернхард I, герцог (973 — 1011)
  - Северная марка — Лотарь III фон Вальбек, маркграф (985 — 1003)
  - Сполето — Уго I Тосканский, герцог (989 — 996)
  - Тосканская марка — Уго I, маркграф (962 — 1001)
  - Чехия — Болеслав II Благочестивый, князь (ок. 967 — 999)
  - Швабия — Конрад I, герцог (983 — 997)
  - Штирия (Карантанская марка) — Маркварт, маркграф (970 — 1000)
  - Эно (Геннегау) — Готфрид I, граф (974 — 998)
- Сицилийский эмират — Юсуф ибн Абдуллах, эмир (989 — 998)
- Уэльс —
  - Гвент — 
    - Родри ап Элисед, король (983 — 1015)
    - Грифид ап Элисед, король (983 — 1015)

  - Гвинед — Маредид ап Оуэн, король (986 — 999)
  - Гливисинг — 
    - Хивел ап Оуэн, король (990 — 1043)
    - Рис ап Оуэн, король (990 — 1000)
    - Иестин ап Оуэн, король (990 — 1015)

  - Дехейбарт — Маредид ап Оуэн, король (987 — 999)
- Франция — Гуго Капет, король (987 — 996)
  - Аквитания — Гильом IV Железнорукий, герцог (963 — 995)
  - Ангулем — Гильом IV, граф (988 — 1028)
  - Анжу — Фульк III Нерра, граф (987 — 1040)
  - Блуа — Эд I, граф (975 — 995)
  - Бретань — Конан I, герцог (990 — 992)
  - Булонь — Бодуэн II, граф (990 — 1033)
  - Бургундия — Эд Генрих Великий, герцог (965 — 1002)
  - Бургундия (графство) — Отто Гильом, граф (982 — 1026)
  - Вермандуа — Герберт III, граф (987 — ок. 1000)
  - Готия — 
    - Раймунд III, граф Руэрга, маркиз (ок. 961 — 1008)
    - Гильом III Тайлефер, маркиз (ок. 978 — 1037)

  - Каркассон — Роже I, граф (ок. 957 — ок. 1012)
  - Макон — Отто Гильом, граф (982 — 1002)
  - Мо и Труа — Герберт II де Вермандуа, граф (966 — 995)
  - Мэн — Гуго II, граф (ок. 940 — 980/992)
  - Нант — Конан I, граф (990 — 992)
  - Невер — Ландри де Мансо, граф (989 — 1028)
  - Нормандия — Ричард I Бесстрашный, герцог (942 — 996)
  - Ренн — Конан I Кривой, граф (970 — 992)
  - Руссильон — 
    - Госфред I, граф (931 — 991)
    - Гислаберт I, граф (991 — 1013)

  - Руэрг — Раймунд III, граф (ок. 961 — 1008)
  - Тулуза — Гильом III Тайлефер, граф (ок. 978 — 1037)
  - Фландрия — Бодуэн IV Бородатый, граф (987 — 1035)
  - Шалон — Гуго I, граф (979 — 1039)
- Хорватия — Степан Држислав, король (969 — 997)
- Швеция — Эрик VI, король (ок. 970 — 995)
- Шотландия (Альба) — Кеннет II, король (971 — 995)

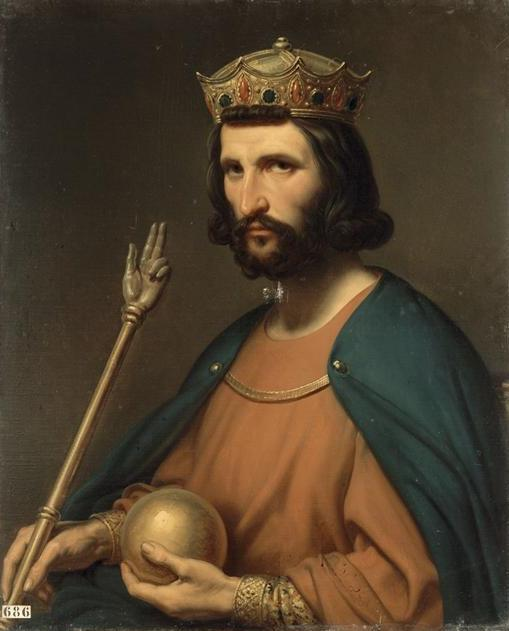
Гуго Капет 987-996 Король Франции
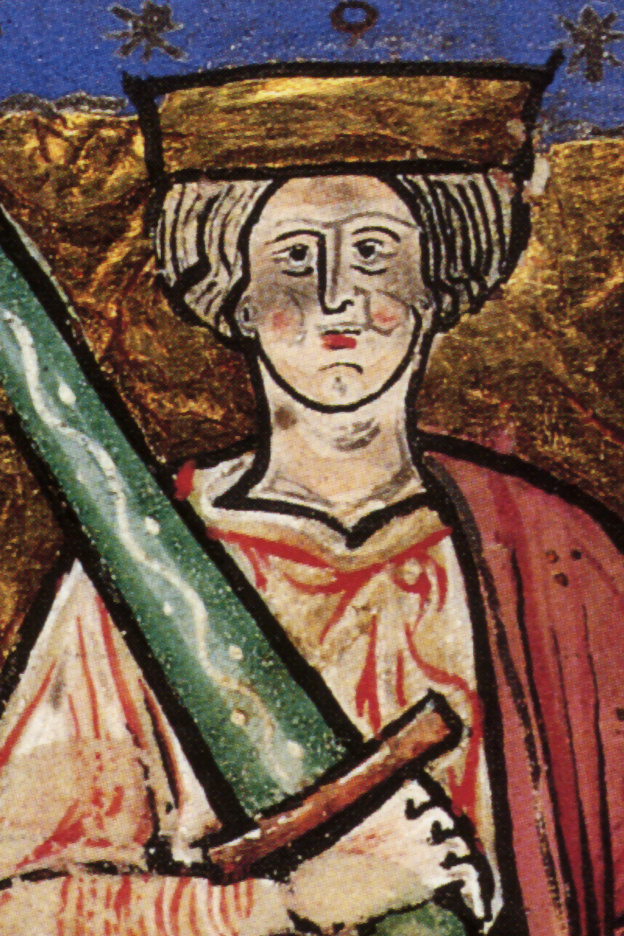
Этельред II Неразумный 978-1013,1014-1016 Король Англии
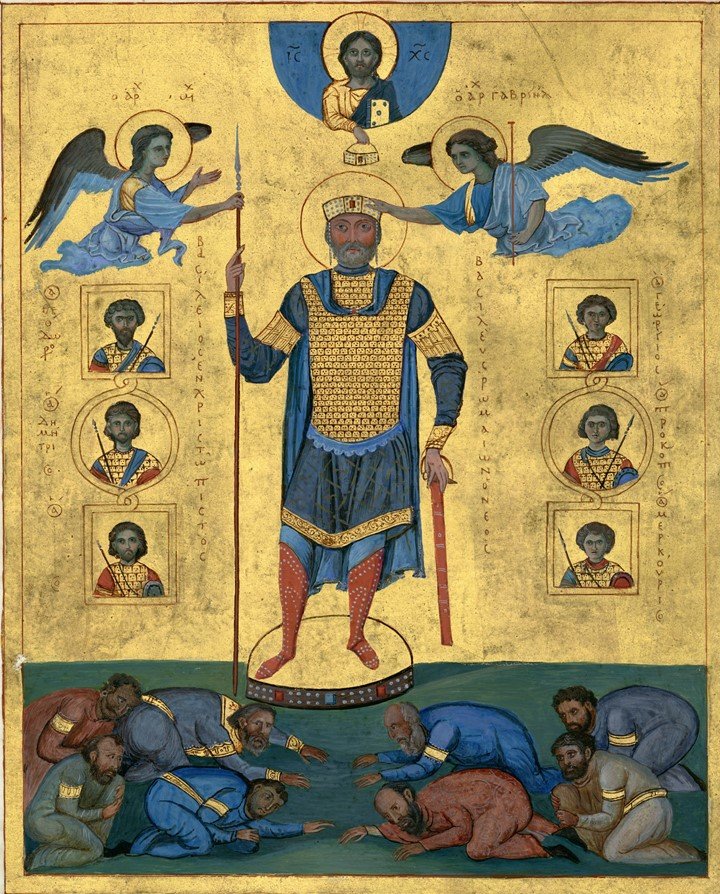
Василий II Болгаробойца 976-1025 Император Византии
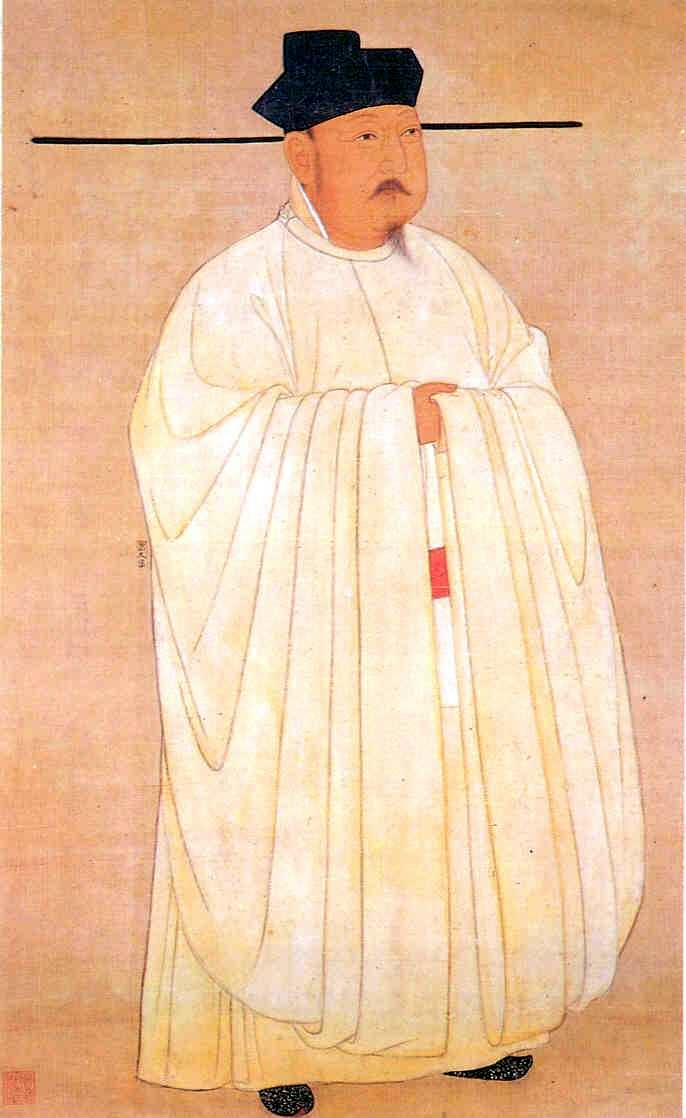
Тай-цзун 976-997 Император Китая
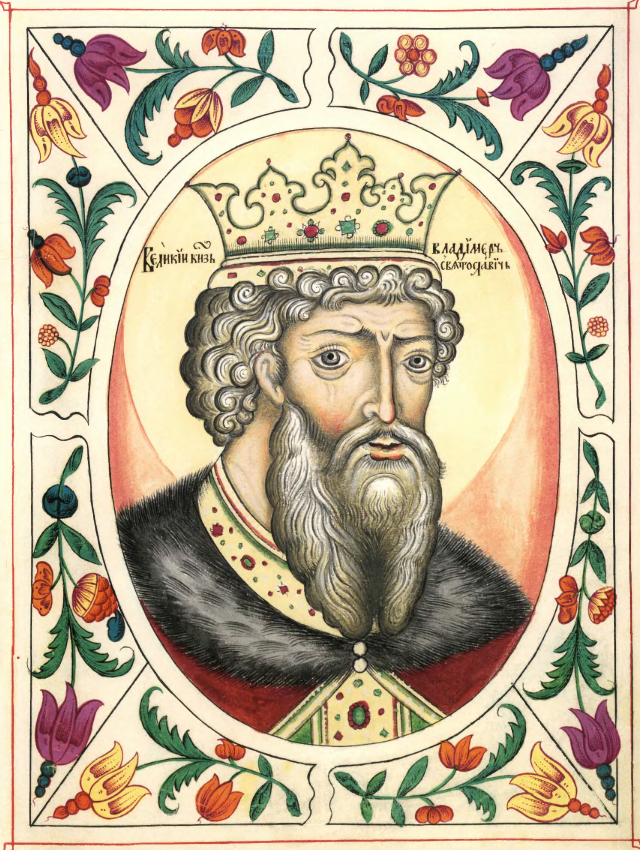
Владимир Святославич 978-1015 Великий князь Киевский
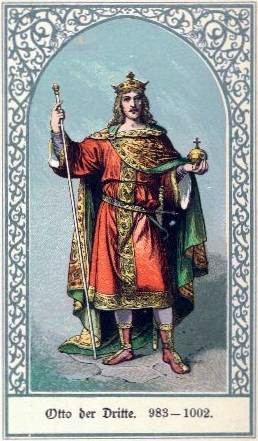
Оттон III 983-996 Король Германии и Италии
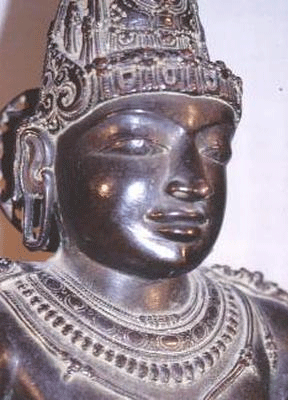
Раджараджа Чола I Великий 985-1014 Махараджа Чола
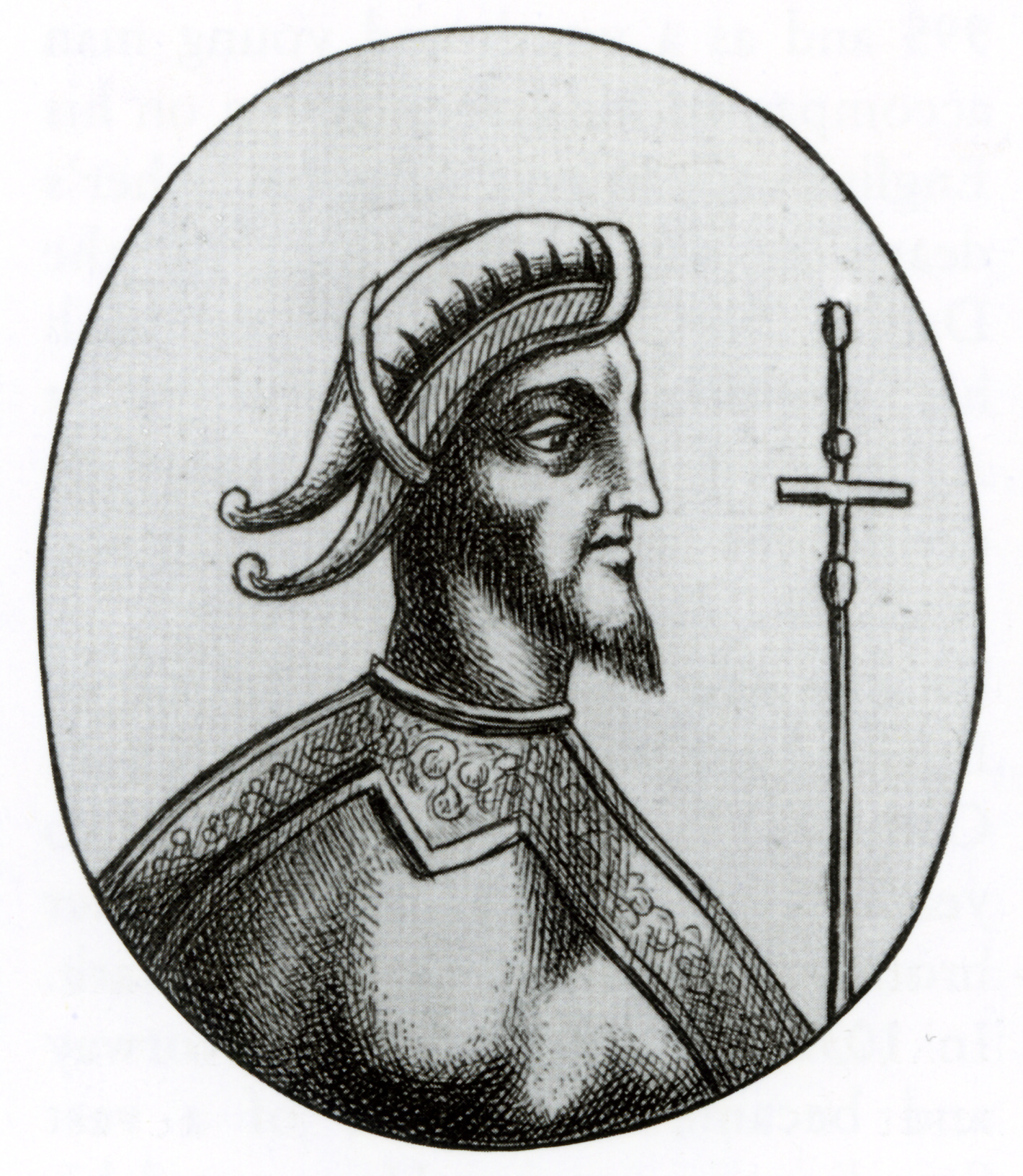
Свен I Вилобородый 987-1014 Король Дании и Норвегии
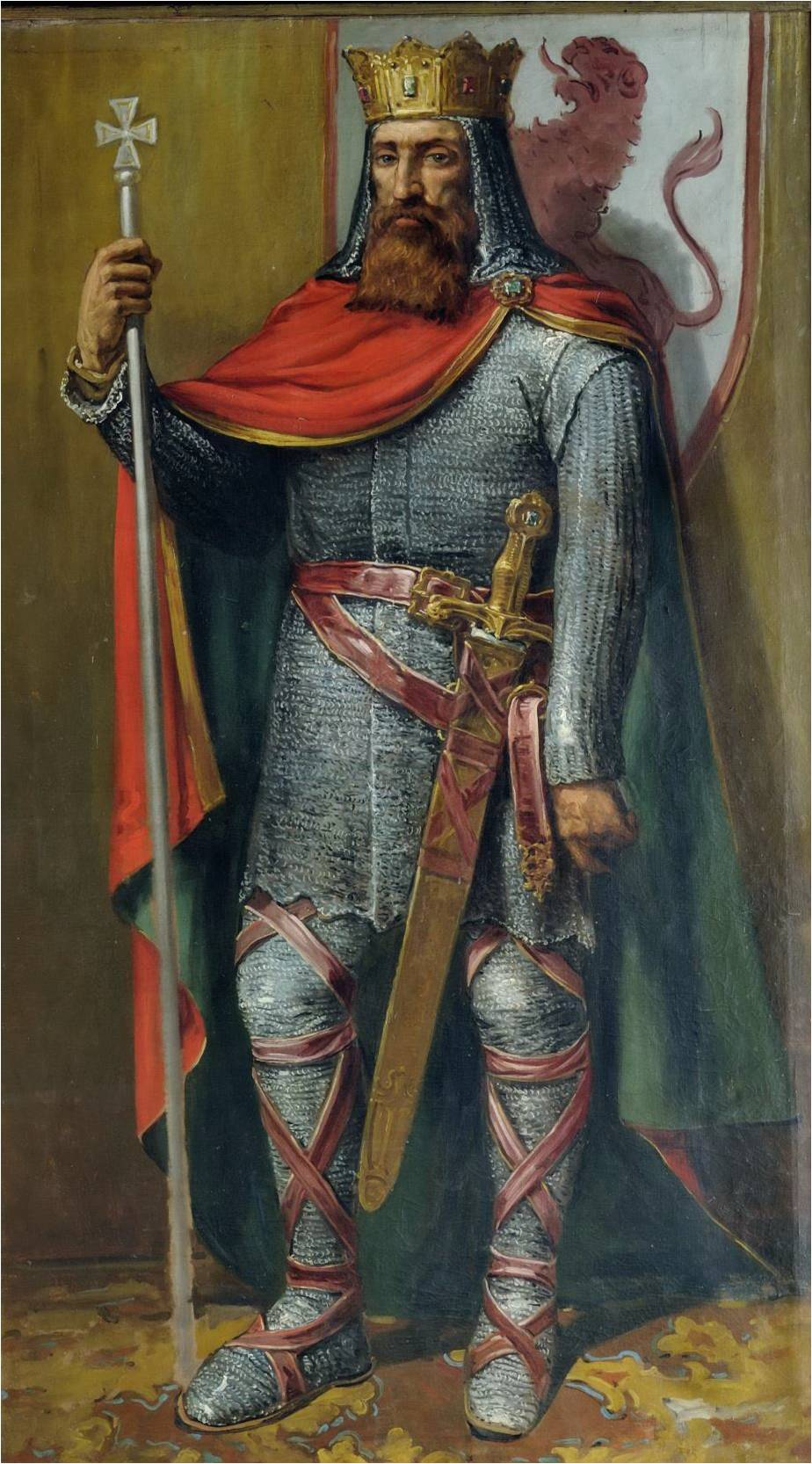
Бермудо II Подагрик 984-999 Король Леона
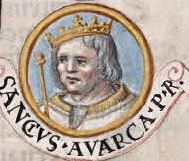
Санчо II Абарка 970-994 Король Наварры
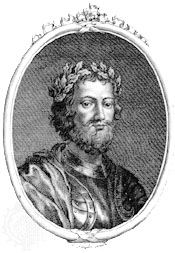
Кеннет II 971-995 Король Шотландии
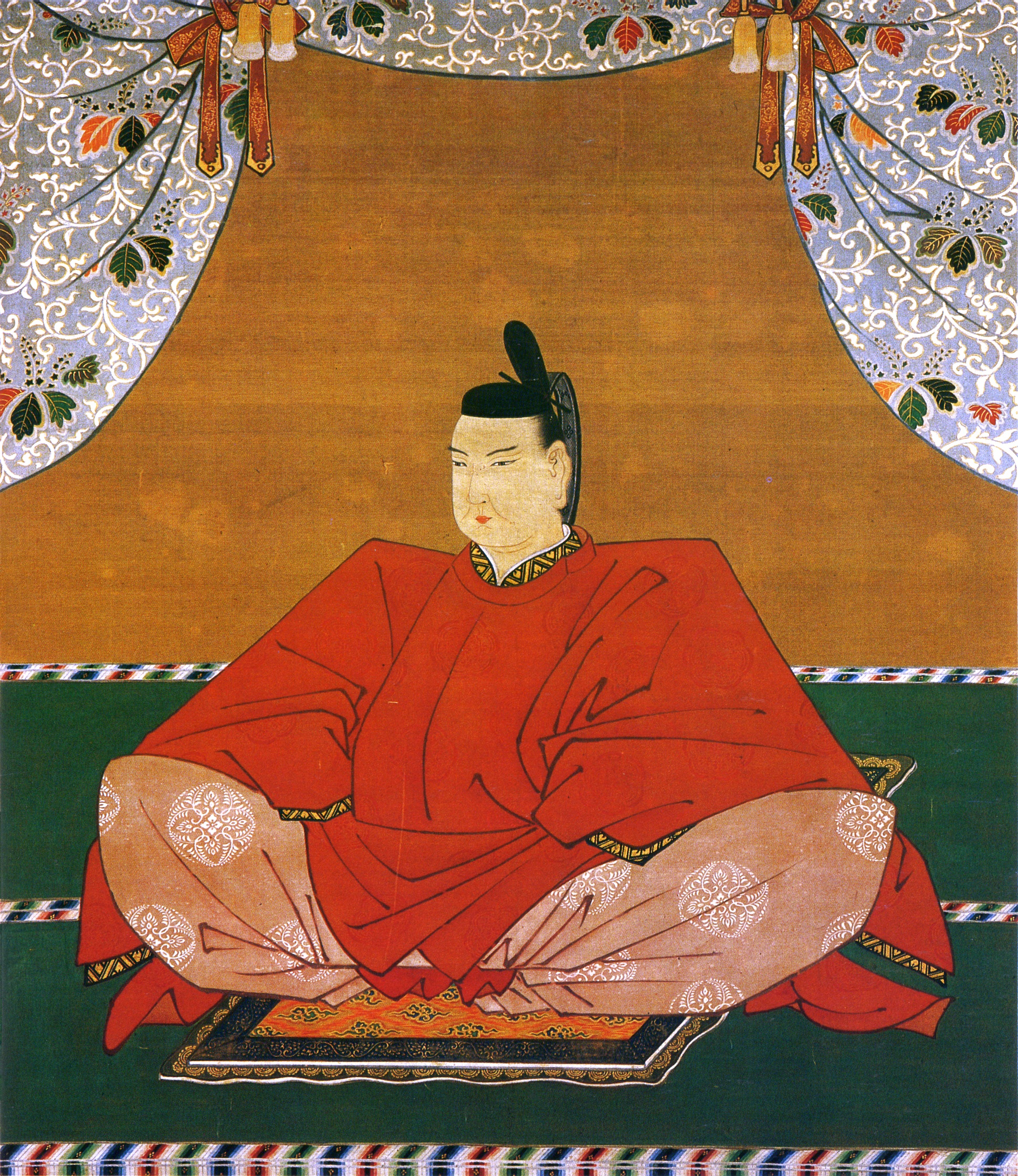
Итидзё 986-1011 Император Японии
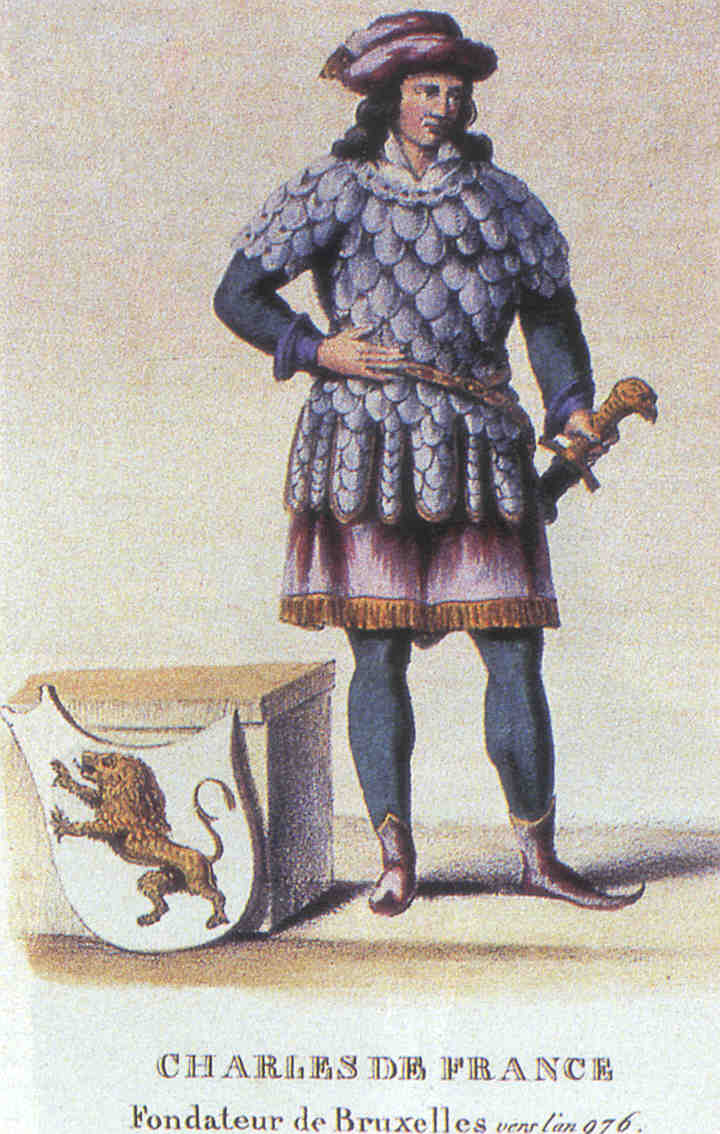
Карл I 976-991 Герцог Нижней Лотарингии
Баграт III 978-1008 Царь Абхазии
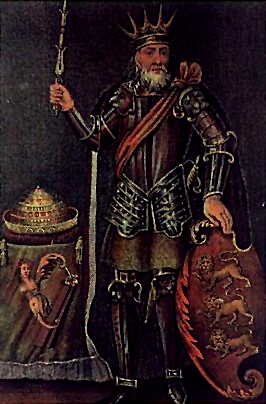
Бриан Бору 978-1014 Король Мунстера
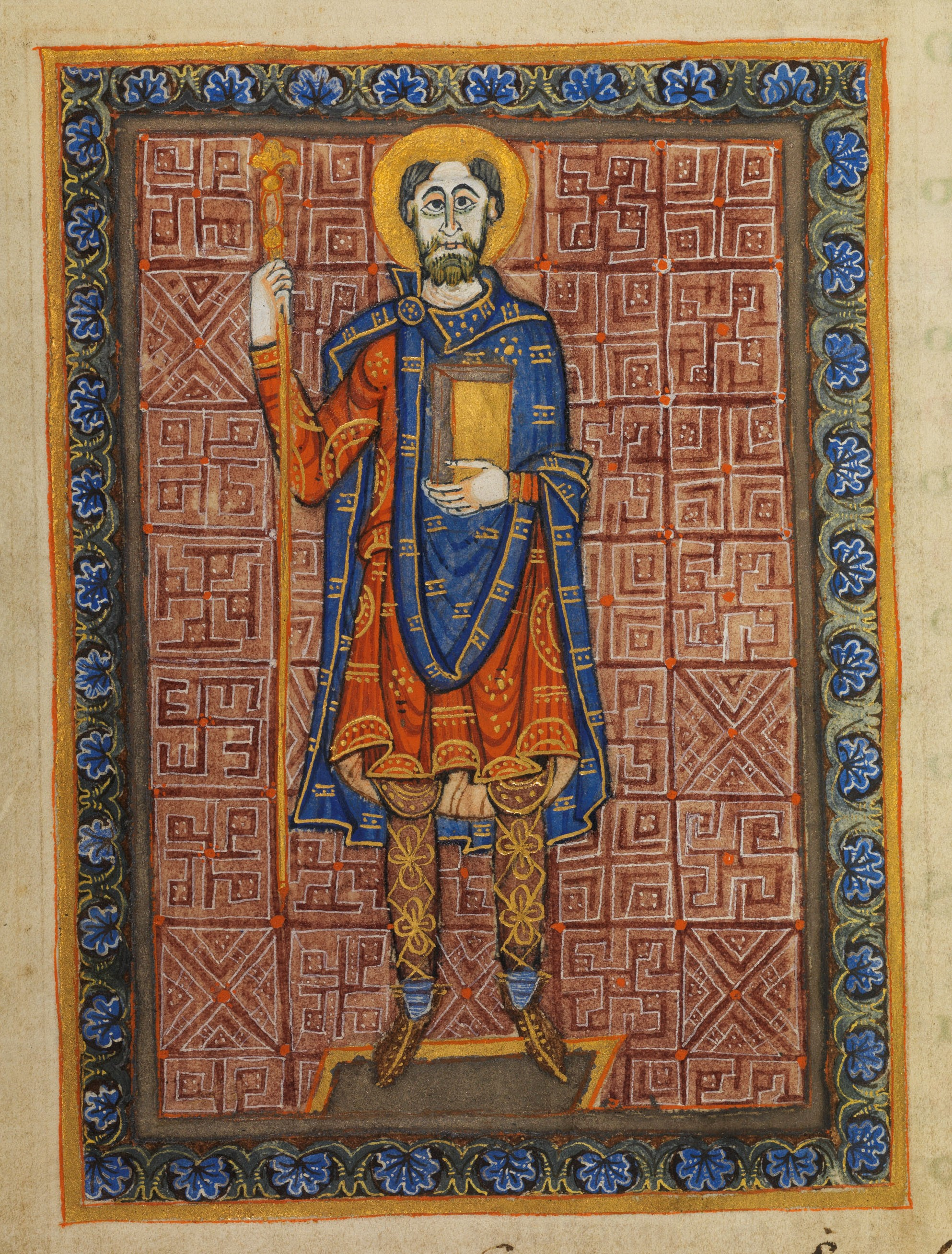
Генрих II Строптивый 985-995 Герцог Баварский
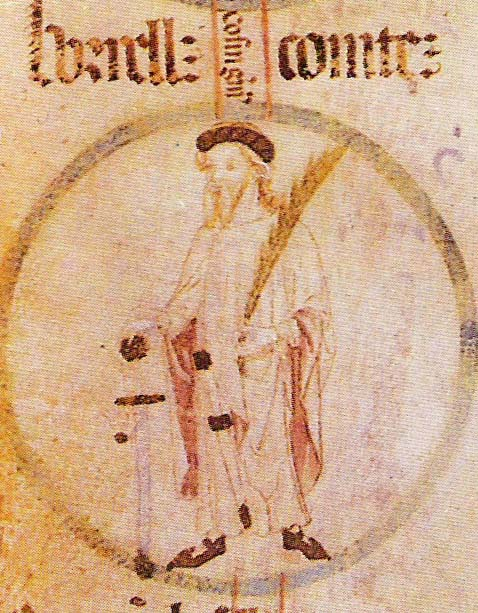
Боррель II 947-992 Граф Барселоны
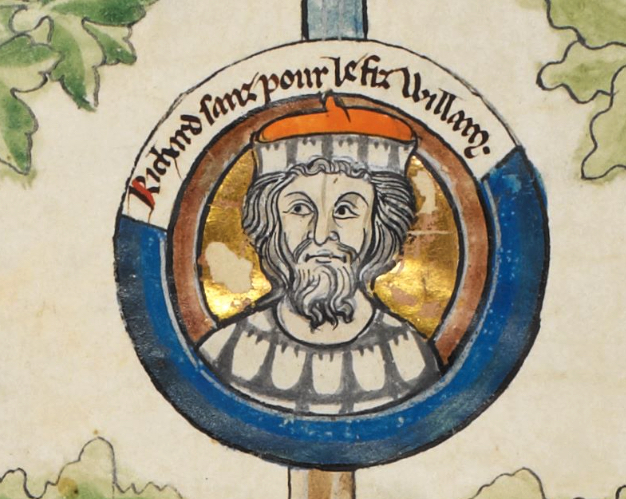
Ричард I Бесстрашный 942-996 Герцог Нормандии
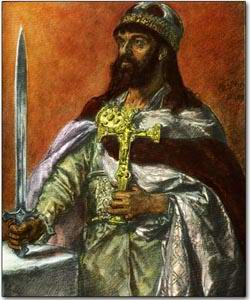
Мешко I 960-992 Князь Польши
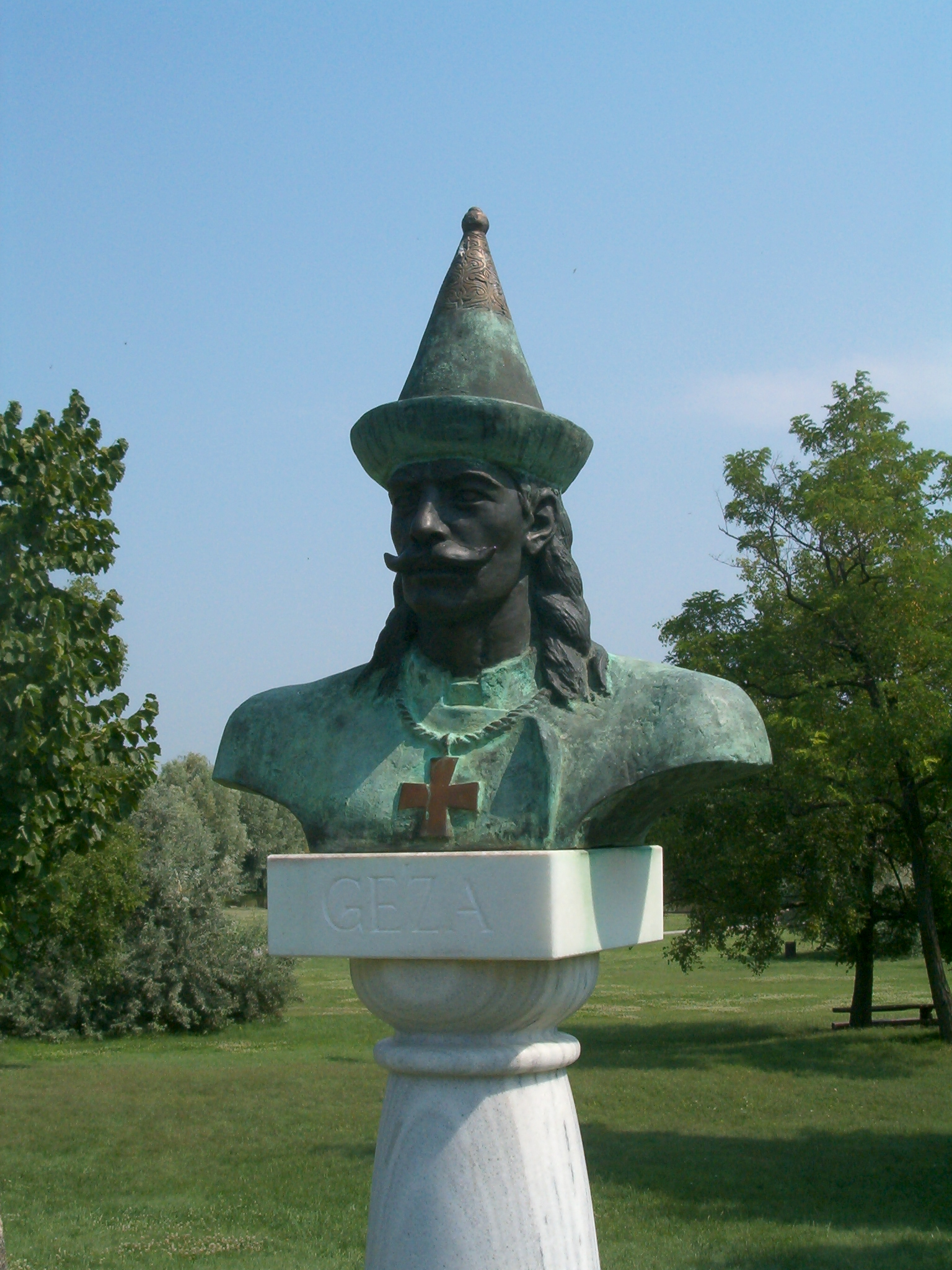
Геза 972-997 Князь Венгрии
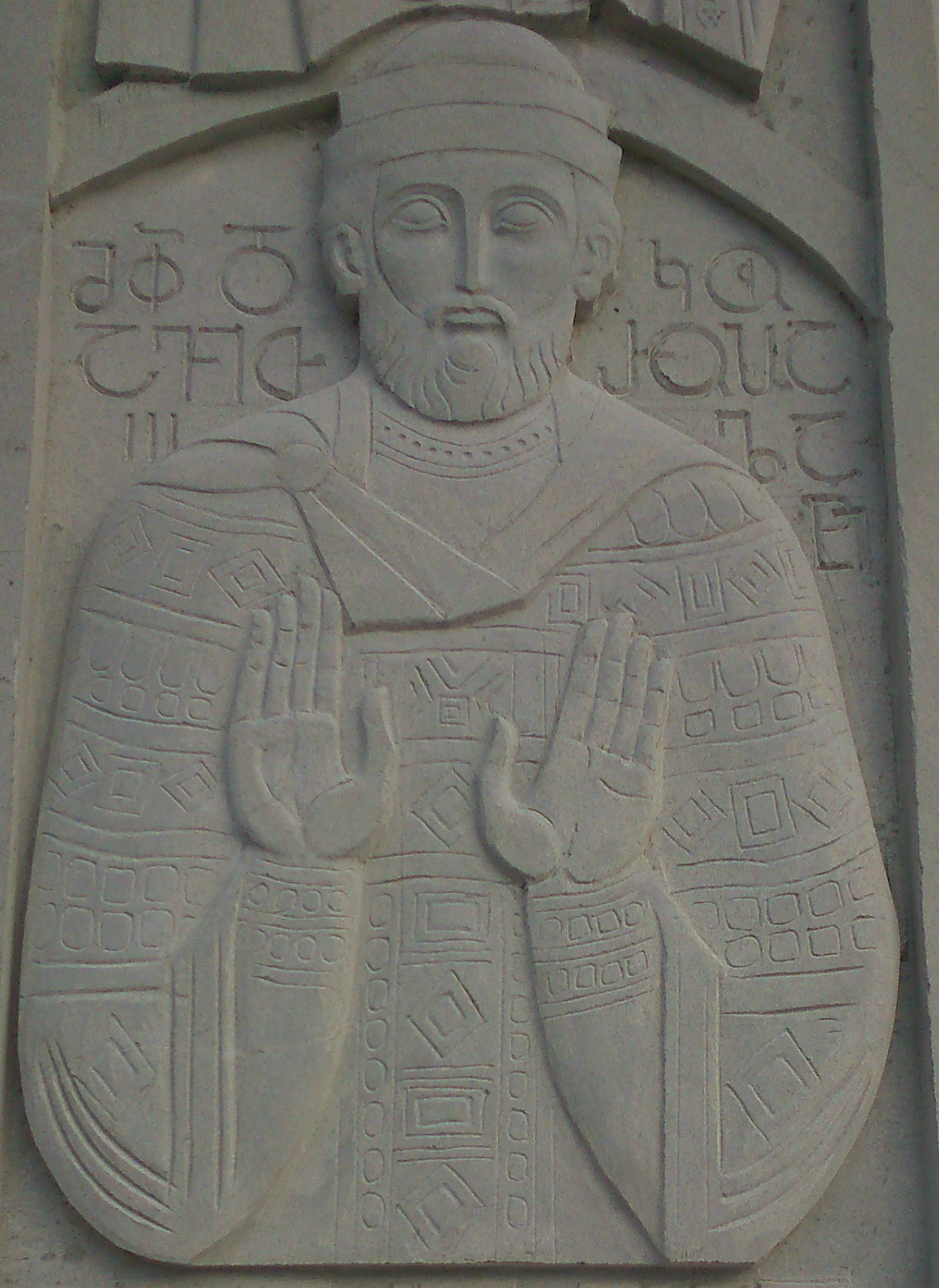
Давид III Великий 966-1000 Куропалат Тао-Кларджети
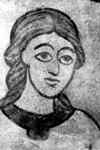
Болеслав II Благочестивый 967-999 Князь Чехии
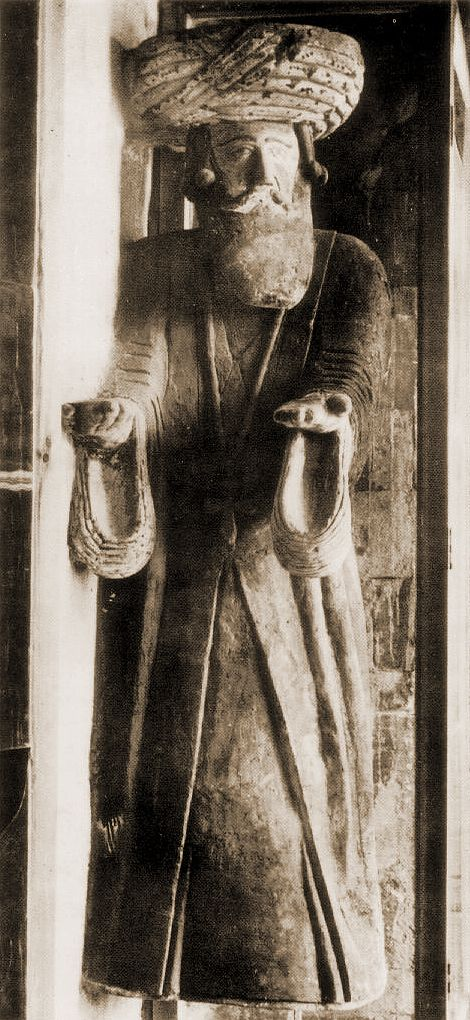
Гагик I 989-1020 Царь Армении
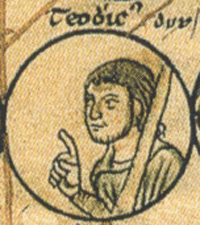
Тьерри I 978-1026 Герцог Верхней Лотарингии
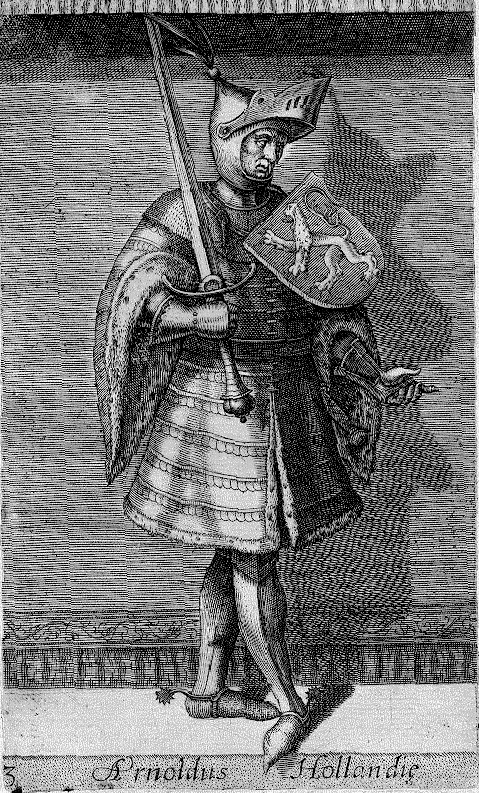
Арнульф 988-993 Граф Голландии
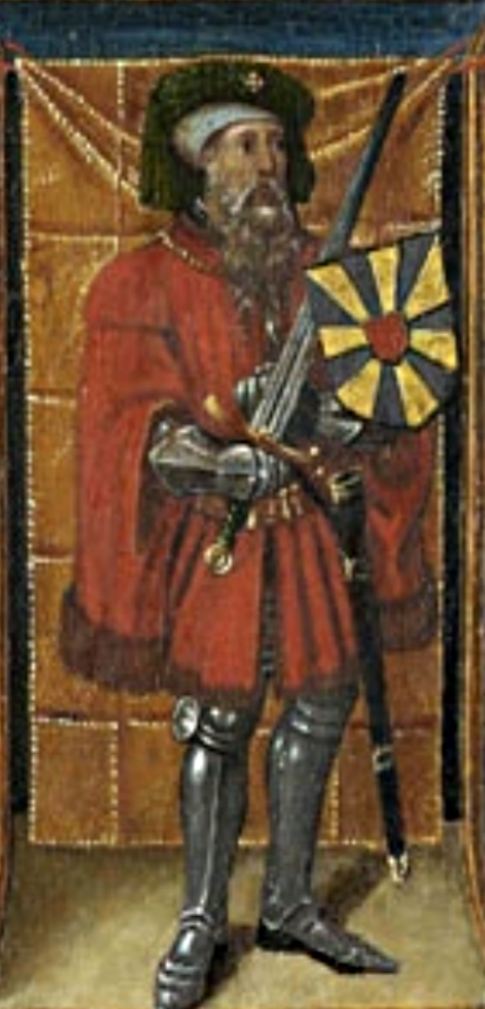
Бодуэн IV Бородатый 987-1035 Граф Фландрский
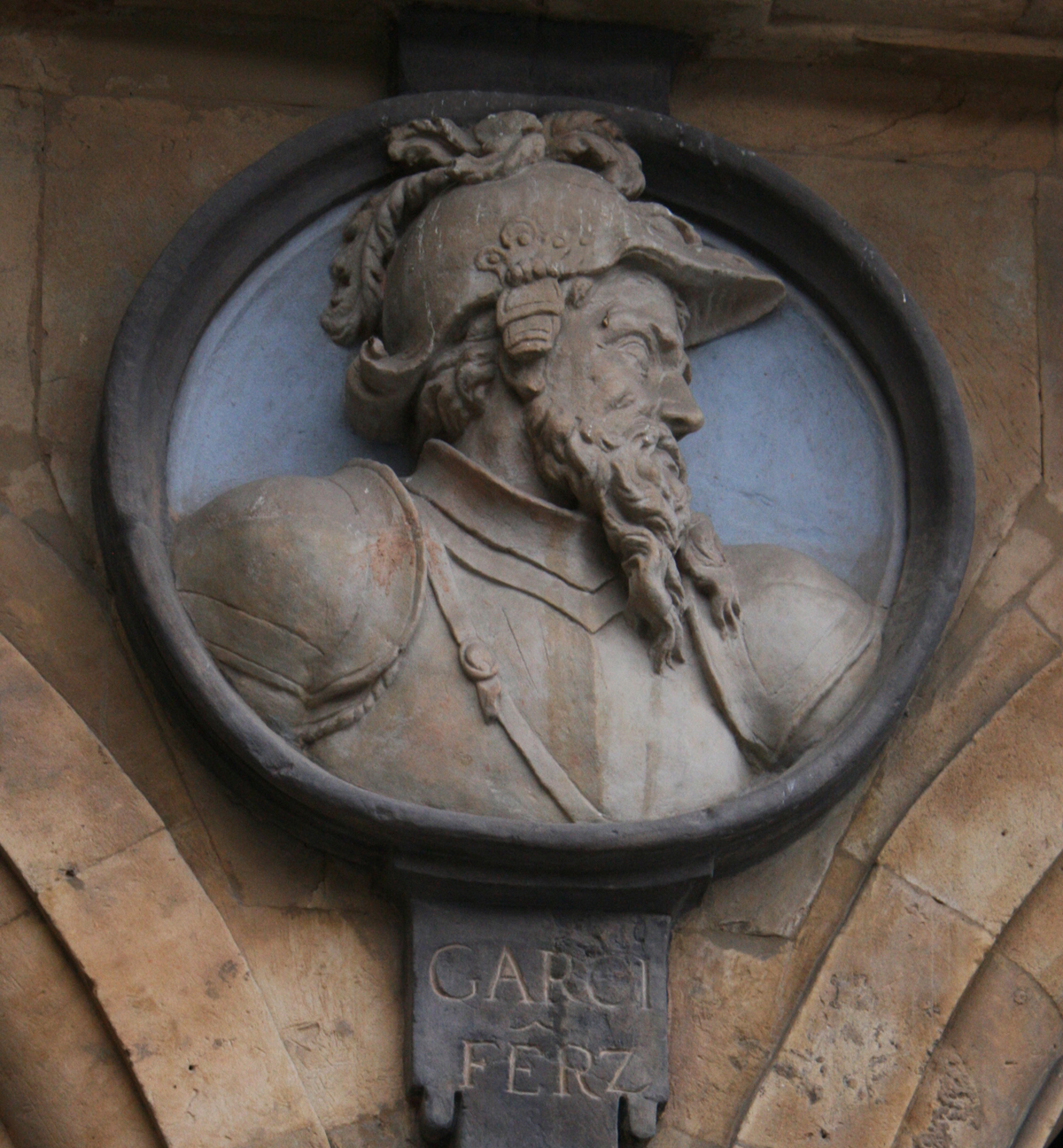
Гарсиа Фернандес 970-995 Граф Кастилии
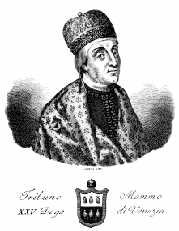
Трибуно Меммо 979-991 Дож Венеции
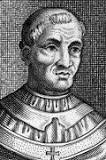
Иоанн XV 985-996 Папа римский